# Bianco d'uovo (pigmento)
Il bianco d'uovo è un pigmento usato soprattutto nel Medioevo e nel Rinascimento. Non è da confondere con il bianco d'uovo inteso come l'albume dell'uovo, il quale rivestiva una grande importanza nel Medioevo come legante per pigmenti  nelle miniature e nelle dorature.
Si ottiene polverizzando gusci d'uovo e facendoli bollire insieme a calce viva, poi lavandoli e macinandoli. Talvolta venivano infine calcinati.
È composto da CaCO3.